# Alessandro Cogolo
Alessandro Cogolo (Udine, 25 settembre 1958 – Roma, 30 novembre 2005) è stato un giornalista, traduttore e autore televisivo italiano.

## Biografia
Studiò al liceo classico Stellini di Udine e poi al DAMS di Bologna, dove si laureò nel 1983 con una tesi su Alberto Arbasino. Lavorò quindi, dedicandosi alle pubbliche relazioni, per l'impresa del padre Gianni (1932-1990), titolare di un'importante conceria che all'epoca vantava rapporti d'affari ventennali con l'Unione Sovietica.
Nel decennio successivo, trasferitosi a Roma a seguito del fallimento dell'impresa, svolse l'attività di giornalista su vari periodici, occupandosi di letteratura, teatro, musica ecc. Parallelamente fu documentarista e autore di programmi televisivi, tra cui Diritto di replica con Sandro Paternostro, Harem con Catherine Spaak e Una notte con Zeus con Daniela Poggi.
Fu attivo pure come traduttore dall'inglese: Il cuore perduto dell'Asia: in treno dal Turkmenistan al Pamir di Colin Thubron (Feltrinelli, 1995); Walden e La disobbedienza civile di Henry David Thoreau (Frassinelli, 1998; Mondadori, 2012); La dea nelle pietre e Un impero dell'Est di Norman Lewis (Feltrinelli, 1999); Autostop per l'Himalaya. Viaggio dallo Xinjiang al Tibet di Vikram Seth (EDT, 2001); Quello che rimane di Paula Fox (Fazi, 2003; De Agostini, 2005; Ponte delle Grazie, 2007); Vita di Musorgskij di Caryl Emerson (EDT, 2006).
Alcuni suoi testi sono stati raccolti da Laura Safred in Il signore con la valigia e altri scritti, 1984-2004 (Forum, 2006).